# All My Friends
Singles de Madeon
Shelter
(2016) Dream Dream Dream
(2019)
All My Friends est une musique du DJ et producteur français Madeon, sorti en single le 31 mai 2019. 6 vinyles sont sortis exclusivement dans 4 villes : Los Angeles, New York aux US, Ålesund en Norvège et Nantes en France (ville natale de Madeon).
Ces villes correspondent aux différents endroits où Madeon a travaillé sur la production de son album Good Faith lors de plusieurs voyages entre l'Europe et les Etats-Unis.

## Promotion
Les vinyles ont tous été récupérés assez rapidement, en moins de 24h. Madeon a ensuite annoncé que la musique serait publiée le lendemain. A minuit le single a donc été disponible à l'écoute pour tout le monde et a été reçu positivement par la communauté.